# Collegio uninominale Emilia-Romagna - 05 (Senato della Repubblica 2017)
Il collegio elettorale uninominale Emilia-Romagna - 05 è stato un collegio elettorale uninominale della Repubblica Italiana per l'elezione del Senato tra il 2017 ed il 2022.

## Territorio
Come previsto dalla legge elettorale italiana del 2017, il collegio era stato definito tramite decreto legislativo all'interno della circoscrizione Emilia-Romagna.
Era formato dal territorio di 34 comuni: Bastiglia, Bomporto, Castelfranco Emilia, Castelnuovo Rangone, Castelvetro di Modena, Fanano, Fiorano Modenese, Fiumalbo, Formigine, Frassinoro, Guiglia, Lama Mocogno, Maranello, Marano sul Panaro, Modena, Montecreto, Montefiorino, Montese, Nonantola, Palagano, Pavullo nel Frignano, Pievepelago, Polinago, Prignano sulla Secchia, Ravarino, Riolunato, San Cesario sul Panaro, Sassuolo, Savignano sul Panaro, Serramazzoni, Sestola, Spilamberto, Vignola, Zocca.
Il collegio era parte del collegio plurinominale Emilia-Romagna - 02.

## Eletti
Alle elezioni politiche del 2018 venne eletto senatore Edoardo Patriarca per la coalizione di centro-sinistra, aggiudicandosi il seggio per soli 46 voti di scarto dal candidato del centro-destra Stefano Corti. Quest'ultimo presentò quindi ricorso circa il riconteggio dei voti nel collegio, ricorso che venne tuttavia inizialmente respinto con la proclamazione a senatore dello stesso Patriarca. Nel giugno 2019 venne annunciata la fine del riconteggio delle schede non valide (bianche, nulle e contestate) del collegio di Modena, che portò alla vittoria del candidato leghista Stefano Corti con uno scarto di 55 voti,, avendo il centrodestra recuperato 276 voti in più contro solo 183 schede assegnate al centrosinistra.
| Elezione | Elezione | Senatore          | Partito             |
| -------- | -------- | ----------------- | ------------------- |
|          | 2018     | Edoardo Patriarca | Partito Democratico |
|          | 2019     | Stefano Corti     | Lega                |

## Dati elettorali

### XVIII legislatura
Come previsto dalla legge elettorale, 116 senatori erano eletti con sistema a maggioranza relativa in altrettanti collegi uninominali a turno unico.
| Candidati              | Candidati                   | Voti    | %     | Liste                           | Voti    | %     |
| ---------------------- | --------------------------- | ------- | ----- | ------------------------------- | ------- | ----- |
|                        | Edoardo Patriarca ✔️ Eletto | 85 533  | 31,81 | Partito Democratico             | 74 912  | 27,86 |
| +Europa                | Edoardo Patriarca ✔️ Eletto | 85 533  | 31,81 | 7 178                           | 2,67    |       |
| Italia Europa Insieme  | Edoardo Patriarca ✔️ Eletto | 85 533  | 31,81 | 1 955                           | 0,73    |       |
| Civica Popolare        | Edoardo Patriarca ✔️ Eletto | 85 533  | 31,81 | 1 488                           | 0,55    |       |
|                        | Stefano Corti               | 85 487  | 31,79 | Lega                            | 49 203  | 18,30 |
| Forza Italia           | Stefano Corti               | 85 487  | 31,79 | 26 391                          | 9,81    |       |
| Fratelli d'Italia      | Stefano Corti               | 85 487  | 31,79 | 8 301                           | 3,09    |       |
| Noi con l'Italia - UDC | Stefano Corti               | 85 487  | 31,79 | 1 592                           | 0,59    |       |
|                        | Claudio Brandoli            | 75 458  | 28,06 | Movimento 5 Stelle              | 75 458  | 28,06 |
|                        | Paolo Trande                | 12 092  | 4,50  | Liberi e Uguali                 | 12 092  | 4,50  |
|                        | Mario Ori                   | 2 402   | 0,89  | Potere al Popolo!               | 2 402   | 0,89  |
|                        | Ugo Bertinelli              | 2 181   | 0,81  | Partito Comunista               | 2 181   | 0,81  |
|                        | Marco Zani                  | 1 728   | 0,64  | Il Popolo della Famiglia        | 1 728   | 0,64  |
|                        | Giuseppe Antonio Malerba    | 1 219   | 0,45  | CasaPound                       | 1 219   | 0,45  |
|                        | Ugo Bertaglia               | 1 218   | 0,45  | Italia agli Italiani            | 1 218   | 0,45  |
|                        | Simona Bolelli              | 586     | 0,22  | Per una Sinistra Rivoluzionaria | 586     | 0,22  |
|                        | Cinzia Baldo                | 547     | 0,20  | Destre Unite - Forconi          | 547     | 0,20  |
|                        | Paolo Ballestrazzi          | 457     | 0,17  | PRI - ALA                       | 457     | 0,17  |
| Totale                 | Totale                      | 268 908 | 100   |                                 | 268 908 | 100   |
|                        |                             |         |       |                                 |         |       |
| Voti non validi        | Voti non validi             | 7 619   | 2,76  |                                 |         |       |
| Votanti                | Votanti                     | 276 527 | 79,45 |                                 |         |       |
| Elettori               | Elettori                    | 348 043 |       |                                 |         |       |

L'ufficio elettorale regionale proclamò eletto Patriarca con 85.542 voti, a fronte degli 85.504 voti conseguiti da Corti. La Giunta delle elezioni e delle immunità deliberò l'istituzione di un comitato per la revisione delle schede dichiarate nulle e delle schede contestate; furono esaminate 4.408 schede nulle, 3.154 bianche e 14 contestate non assegnate. Sulla base di tale revisione, Corti recuperò 276 voti (da 43 schede bianche, 231 nulle e 2 contestate), mentre Patriarca ne recuperò 183 (da 16 bianche, 165 nulle e 2 contestate). Fu così proclamato eletto lo stesso Corti.